# Liste der Bodendenkmäler in Reken
Die Liste der Bodendenkmäler in Reken enthält die denkmalgeschützten unterirdischen baulichen Anlagen, Reste oberirdischer baulicher Anlagen, Zeugnisse tierischen und pflanzlichen Lebens und paläontologischen Reste auf dem Gebiet der Gemeinde Reken im Kreis Borken in Nordrhein-Westfalen (Stand: September 2020). Diese Bodendenkmäler sind in Teil B der Denkmalliste der Gemeinde Reken eingetragen; Grundlage für die Aufnahme ist das Denkmalschutzgesetz Nordrhein-Westfalen (DSchG NRW).
| Bild | Bezeichnung                                     | Lage                   | Beschreibung | Bauzeit | Eingetragen seit | Denkmal- nummer |
| ---- | ----------------------------------------------- | ---------------------- | ------------ | ------- | ---------------- | --------------- |
|      | Grabhügel                                       | Groß Reken             |              |         |                  | 1               |
|      | Grabhügel                                       | Groß Reken             |              |         |                  | 2               |
|      | Grabhügel                                       | Groß Reken             |              |         |                  | 3               |
|      | Grabhügel                                       | Hülsten                |              |         |                  | 4               |
|      | Grabhügel                                       | Hülsten                |              |         |                  | 5               |
|      | Grabhügelgruppe                                 | Groß Reken             |              |         |                  | 6               |
|      | Grabhügel                                       | Hülsten                |              |         |                  | 7               |
|      | Grabhügel                                       | Hülsten                |              |         |                  | 8               |
|      | Landwehrteilstücke                              | Klein Reken/Groß Reken |              |         |                  | 9               |
|      | Grabhügel                                       | Hülsten                |              |         |                  | 10              |
|      | Grabhügel                                       | Hülsten                |              |         |                  | 11              |
|      | Grabhügel                                       | Hülsten                |              |         |                  | 12              |
|      | Grabhügel                                       | Groß Reken             |              |         |                  | 13              |
|      | Grabhügel                                       | Groß Reken             |              |         |                  | 14              |
|      | Grabhügelfeld                                   | Groß Reken             |              |         |                  | 15              |
|      | Grabhügelfeld                                   | Hülsten                |              |         |                  | 16              |
|      | Grabhügel                                       | Groß Reken             |              |         |                  | 17              |
|      | Grabhügel                                       | Groß Reken             |              |         |                  | 18              |
|      | Grabhügel (Truppenübungsplatz)                  | Hülsten                |              |         |                  | 19-25           |
|      | Vorgeschichtlicher Siedlungsplatz „Brookwiesen“ | Groß Reken             |              |         |                  | 26              |
|      | Vorgeschichtlicher Siedlungsplatz „Brennerholt“ | Groß Reken             |              |         |                  | 27              |